# پاتریک لبیرتو
پاتریک لَبیرتو (انگلیسی: Patrick Labyorteaux؛ زادهٔ ۲۲ ژوئیهٔ ۱۹۶۵) بازیگر، تهیه‌کننده تلویزیونی و فیلم‌نامه‌نویس اهل ایالات متحده آمریکا است.
از فیلم‌ها یا برنامه‌های تلویزیونی که وی در آن نقش داشته‌است، می‌توان به ان‌سی‌آی‌اس، مرد بله‌گو، کسل، مدرسه تابستانی، هذرها، ۲۰۱۲: عصر یخبندان، جاگ و ۳ نینجا اشاره کرد.